# جنگل‌های مخلوط فلات چین مرکزی
جنگل‌های مخلوط فلات چین مرکزی (به لاتین: Central China loess plateau mixed forests) یک منطقهٔ مسکونی و جنگل در چین است.